# Большая Пионерская улица (Москва)
Больша́я Пионе́рская улица — улица в центре Москвы в районе Замоскворечье между улицами Зацепа и Щипок.

## История
Возникшие в XIX веке Большая и Малая Дворянские улицы были в 1924 году переименованы в Пионерские; формально — в честь пионерской организации им. В. И. Ленина.

## Описание
Большая Пионерская улица начинается от улицы Зацепа, проходит на юг параллельно Дубининской улице, пересекает Стремянный и Малый Строченовский переулки и заканчивается тупиком у дома № 46, немного не доходя до улицы Щипок. Внутридворовой проезд соединяет конец Большой Пионерской с Дубининской улицей.

## Здания и сооружения

### По нечётной стороне
- № 11 — ГНИВЦ Федеральной налоговой службы России.
- № 13/6 (по Стремянному переулку) — дореволюционный пятиэтажный доходный дом.
- № 27/29 — Министерство внутренних дел РФ, Департамент режимных объектов, 4-е управление.
- № 33, корп. 1 — жилой дом. Здесь жил актёр Валентин Никулин[2].

### По чётной стороне
- № 6/8 — Министерство внутренних дел РФ (МВД России), Департамент собственной безопасности (УСБ).
- № 20 — жилой дом (1998—2001, архитекторы С. Ткаченко, О. Дубровский, М. Лейкин и другие)[3].